# 伊犁翠雀花
伊犁翠雀花（学名：Delphinium iliense）是毛茛科翠雀属的植物。分布于俄罗斯以及中国大陆的新疆等地，生长于海拔2,000米的地区，常生于山地灌木丛中或多石砾山坡，目前尚未由人工引种栽培。

## 异名
- Delphinium longiciliatum W. T. Wang